# Zemljopis Somalije
Somalija je država smješena na Rogu Afrike. Graniči s Etiopijom na zapadu, Džibutijem na sjeverozapadu,  Adenski zaljev je na sjeveru, Indijski ocean na istoku i Kenija na jugozapadu.
Somalija ima površinu od 637.657 km2, teren se uglavnom sastoji od visoravni, ravnica i gorja.

## Klima
Zbog blizine ekvatora u Somaliji nema mnogo sezonskih promjena u klimi. Međutim, postoje neke vrlo nepredvidive jake kiše koje se povremeno pojavljuju. Vrući uvjeti prevladavaju tijekom cijele godine uz povremene monsune, vjetrove i nepredvidive kiše. Srednje dnevne maksimalne temperature kreću se od 30 do 40 °C, osim na višim nadmorskim visinama i duž istočne obale gdje se mogu osjetiti učinci hladne morske struje. Na primjer u Mogadishu, prosječni poslijepodnevni vrhovi kreću se od 28 °C do 32 °C u travnju. Neke od najviših srednjih godišnjih temperatura na svijetu zabilježene su upravo u Somaliji. Berbera na sjeverozapadnoj obali ima poslijepodnevnu temperaturu čiji su prosjeci viši od 38 °C od lipnja do rujna. Srednja dnevna minimalna vrijednost obično varira od oko 15 do 30 °C. Najveći raspon klime pojavljuje se u sjevernoj Somaliji gdje temperatura ponekad prelazi 45 °C u srpnju na obalnim ravnicama i padne ispod točke zamrzavanja tijekom prosinca u visoravni. U ovoj regiji, relativna vlažnost kreće se od oko 40 posto u poslijepodnevima, do 85 posto noću, mijenjajući se nešto prema sezoni.

## Teren
Na sjeveru Somalije duž obale Adenskog zaljeva, pruža se ravnica čija je širina od otprilike dvanaest kilometara na zapadu do samo dva kilometra na istoku. Prostranom i općenito sivom ovom ravnicom poznatom kao Guban (šljunčana zemlja), križaju se prostrani plitki vodotokovi u kojima se nalazi suhi pijesak, osim u kišnim razdobljima. Kada dođu kiše vegetacija koja je kombinacija niskih grmlja i trava brzo se obnavlja, a Guban na neko vrijeme pruža ispaše za nomadnu stoku.
Iza zaljevske ravnice pružaju se litice visoravni, dio planinskog lanca Karkaar koji se proteže od sjeverozapadne granice s Etiopijom prema istoku do vrha Roga Afrike, gdje završavaja strmim liticama u Caseyr. Prosječna visina ovih planina prosječno je oko 1.800 metara nadmorske visine južno od lučkog grada Berbere, a istočno od tog područja nastavlja se na 1.800 do gotovo 2.100 metara kod Caseyra. Najviša točka zemlje Shimbiris koji se uzdiže na 2.460 metara nalazi se u blizini grada Erigave.
S druge strane planine se spuštaju u uzvišenu visoravan bez višegodišnjih rijeka. Ova regija isprekidanog planinskog terena, plitkih visoravničkih dolina i obično suhih vodotoka u Somaliji je poznata kao Ogo. 
Zapadna visoravan lagano se spušta prema jugu i neprimjetno se spaja u područje poznato kao Haud, široki valovit teren koji čini neke od najboljih pašnjaka za somaliske nomade, unatoč nedostatku znatnih kiša više od pola godine. Regija Haud ima veliki značaj jer se u njoj nalazi prirodna udubina u kojoj tijekom razdoblja kiše postoje privremena jezera i ribnjaci.
Haudska zona nastavlja se više od šezdeset kilometara u Etiopiju, a prostrana Somalijska visoravan, koji se nalazi između sjevernih planina Somalije i gorja jugoistočne Etiopije, prostire se na jug i istok preko Etiopije u središnju i jugozapadnu Somaliju.
U jugozapadnoj Somaliji nalaze se dvije jedine stalne rijeke, Jubba i Shabeelle. Od njihovih izvora u Etiopskim gorjima, ove rijeke teku općenito u južnom smjeru, rezajući široke doline na Somalijskoj visoravni dok se spuštaju prema moru. Visina visorvni brzo pada na ovom području. Susjedna obalna zona, koja uključuje niže doline rijeka i proteže se od ravnice Mudug do granice s Kenijem, prosječno je visoka 180 metara nadmorske visine.
Rijeka Jubba ulijeva se u Indijski ocean kod Kismaayoa. Iako rijeka Shabeelle u jednom trenutku gotovo stigla do mora u blizini Merke naglo mjenja tok prema jugozapadu u blizini Balcada (tridesetak kilometara sjeverno od Mogadishua) i teče duž obale više od osamdeset i pet kilometara. Rijeka je trajnica samo do točke jugozapadno od Mogadishua, a nakon toga se sastoji od močvarnih područja i suhih korita te konačno nestaje u pijesku istočno od Jiliba, nedaleko od rijeke Jubbe. Tijekom zimske sezone rijeka Shabeelle može ispuniti svoje korito sve do blizine Jilib i ponekad čak može proći do Jubbe dalje na jugu. Povoljne oborine i uvjeti tla čine cijelu riječnu regiju plodnim poljoprivrednimm područje i središtem najvećeg stalnog stanovništva zemlje.
Široka visoravan koja obuhvaća sjeverni grad Hargeysa, koji ima relativno jake oborine, prirodno je prekrivena šumom, a mjestimično širokim travnjacima. Dijelovi ovog područja bili su pod kultiviranjem od tridesetih godina, većinom pod sirkom i kukuruzom. Te je u 1990-ima ovo bila jedina značajna regija sjedećeg kultiviranja izvan jugozapadne Somalije. Haud južno od Hargeyse pokriven je uglavnom razbacanim stabalima, uglavnom akacijama, te raznim travama.

## Osnovni podaci
- Položaj: Rog Afrike, na granici Adenskog zaljeva i Indijskog oceana, istočno od Etiopije
- Zemljopisne koordinate: 10°00′N 49°00′E
- Površina:
  - Ukupno: 637.657 km²
  - Zemljište: 627.337 km²
  - Voda: 10.320 km2
  - Površina - komparativna: nešto manja od Teksasa i veća od Ukrajine
- Granice:
  - Ukupno: 2.366 km
  - Granične zemlje: Džibuti 58 km, Etiopija 1.626 km i Kenija za 682 km
- Obala: 3,300 km
- Klima: uglavnom pustinja, mogući monsuni
- Teren: uglavnom plato koji se diže k brdima na sjeveru
- Ekstremni nadmorske visine:
  - Najniža točka: Indijski ocean 0 m
  - Najviša točka: Shimbiris 2.460 m
- Prirodni resursi: uranij i uglavnom neiskorištene rezerve željezne rude, kositra, gipsa, boksita, bakra, soli, prirodnog plina
- Upotreba zemljišta:
  - Obradive površine: 1,64%
  - Trajni usjevi: 0,04%
  - Ostalo: 98,32% (2005.)
- Prirodne opasnosti: suša; prašinske oluje preko istočnih ravnica tijekom ljeta, poplave tijekom kišne sezone, sječa, erozije tla, odlaganje otpada, pretjerani izlov ribe